# Чистец Баланзы
Чистец Баланзы (лат. Stáchys balansae) — вид многолетних травянистых растений рода Чистец (Stachys) семейства Яснотковые (Lamiaceae).
Вид назван в честь французского ботаника Benedict (Benjamin) Balansa (1825—1891).

## Распространение и экология
Распространён на Кавказе.
Растёт в верхней части лесного пояса и на субальпийских лугах.

## Ботаническое описание
Стебли простые или ветвистые, высотой 60—100 см.
Нижние листья широко ланцетные, на черешках длиной 6—7 см; верхние стеблевые узко продолговато-яйцевидные, городчатые, на черешках длиной 1,5—2 см; верхние прицветные — цельнокрайные, сидячие.
Соцветие длинное; цветки собраны в многоцветковые мутовки; прицветники линейные; чашечка трубчато-колокольчатая с яйцевидно-ланцетными зубцами; венчик розовый, верхняя губа коротко выемчатая, нижняя — трёхлопастная.
Орешек обратнояйцевидные, наверху притуплённые, голый.

## Классификация

### Таксономия
Вид Чистец Баланзы входит в род Чистец (Stachys) подсемейства Яснотковые (Lamioideae) семейства Яснотковые (Lamiaceae) порядка Ясноткоцветные (Lamiales).
|  |                                      |  |                                                             |                                                             |                      |  | ещё около 20 семейств (согласно Системе APG II) | ещё около 20 семейств (согласно Системе APG II) |                         |  |  |  | ещё около 35 родов  | ещё около 35 родов |  |  |
|  |                                      |  |                                                             |                                                             |                      |  | ещё около 20 семейств (согласно Системе APG II) | ещё около 20 семейств (согласно Системе APG II) |                         |  |  |  | ещё около 35 родов  | ещё около 35 родов |  |  |
|  |                                      |  |                                                             | порядок Ясноткоцветные                                      |                      |  |                                                 |                                                 | подсемейство Яснотковые |  |  |  |                     | вид Чистец Баланзы |  |  |
|  |                                      |  |                                                             | порядок Ясноткоцветные                                      |                      |  |                                                 |                                                 | подсемейство Яснотковые |  |  |  |                     | вид Чистец Баланзы |  |  |
|  | отдел Цветковые, или Покрытосеменные |  |                                                             |                                                             | семейство Яснотковые |  |                                                 |                                                 | род Чистец              |  |  |  |                     |                    |  |  |
|  | отдел Цветковые, или Покрытосеменные |  |                                                             |                                                             |                      |  |                                                 |                                                 |                         |  |  |  |                     |                    |  |  |
|  |                                      |  | ещё 44 порядка цветковых растений (согласно Системе APG II) | ещё 44 порядка цветковых растений (согласно Системе APG II) |                      |  |                                                 | ещё 7 подсемейств                               | ещё 7 подсемейств       |  |  |  | ещё более 300 видов |                    |  |  |
|  |                                      |  |                                                             | ещё 44 порядка цветковых растений (согласно Системе APG II) |                      |  |                                                 |                                                 | ещё 7 подсемейств       |  |  |  |                     |                    |  |  |